# 尾辻朋実
尾辻 朋実（おつじ ともみ、1981年1月17日 - ）は、日本の政治家。無所属の参議院議員（1期）。本名は末原 朋実（すえはら ともみ）。

## 来歴
鹿児島県鹿児島市生まれ。早稲田大学政治経済学部政治学科卒業後、三井物産や弁護士事務所での勤務を経て、2019年から父・尾辻秀久の私設秘書を務めた。
2024年7月9日、秀久が翌年の第27回参議院議員通常選挙・鹿児島県選挙区には立候補せず、政界を引退することが報道により明らかとなった。同月30日、尾辻は自由民主党（自民党）鹿児島県連を訪れ、同選挙区公認候補予定者の公募に応じた。自民党の公募に応じた理由としては後に「自民党所属の参議院議員として活動していた父親が引退するタイミングで立候補を決意したため、自然の流れで応募した」と語っている。尾辻のほか、元参議院議員の園田修光ら計9人が応募したが、県連は尾辻を選外とした。
同年秋、候補者選びに難航していた立憲民主党鹿児島県連の所属衆議院議員・川内博史は、尾辻と父の秀久に接触。三者の間で尾辻が野党系無所属で立候補する方針が決まった。同年12月24日、自民党県連は、党本部が園田を公認候補予定者に決定したと発表した。尾辻は2024年分の自民党費を同年末までに納めなかったため、党籍は失効した。
2025年1月11日、無所属で同選挙区に立候補する意向を明らかにし、同月13日に立憲民主党県連は尾辻の推薦を決めた。同月、同党に入党した。5月10日、社会民主党鹿児島県連合は総支部代表者会議を開き、尾辻を支援することを決めた。国民民主党鹿児島県連は「応援しない」とした。また、6月19日に立憲民主党代表の野田佳彦と日本共産党委員長の田村智子が1人区での候補者調整を視野に協力することで一致したことを受けて、同月28日、同党鹿児島県委員会は公認候補の選挙区からの出馬を取りやめ、尾辻を自主的に支援していくと明らかにし、野党系候補者の一本化が成立した。
選挙戦では父の秀久と同じ政治信条「虫の目に徹する」を掲げ、「秀久のむすめ」と書かれたたすきを着用し、父親の知名度を生かして保守票の取り込みを図った。また、自民党批判には終始せず、尊敬する人物として自民党の重鎮であった山中貞則を挙げる配慮もみせた。選挙活動は主に薩摩地方、姶良・霧島、離島地域で行われ、大隅半島入りは7月17日と18日朝のみ、大隅半島内での街頭演説も3か所にとどまった。
同年7月20日、参院選執行。投票締め切りの20時に各メディアは尾辻の当選確実を報じた。自民公認の園田、参政党新人、NHK党新人の3候補を破り初当選を果たした。鹿児島県内の選挙区では衆参を通じて初の女性国会議員となった。
当選後も無所属として活動を継続することを明言しているが、川内は尾辻が立憲民主党所属の国会議員となるようアプローチを掛けていくとしている。当確が報じられた後、南日本放送の選挙特別番組に出演し、「これまで公の場で、自民党に戻ることはないと明言されていた。その可能性はないと言い切れるか」との質問に対して、「当然可能性はありません」と答えた。また、21日に受けた南日本新聞のインタビューでは、共産党が候補擁立を取り下げたことについて言及。「共産党さんの候補が立っていたら、立民支持者の『本当にこの人を信じていいのか』というわだかまりも今より残っていただろう。大きな転換点だった」と語った。

## 人物
既婚で夫は料理人。
父の尾辻秀久は、尾辻が8歳の時にあたる1989年の第15回参議院議員通常選挙に自民党から比例区で初当選を果たした後、2013年の第23回参議院議員通常選挙で鹿児島県選挙区に鞍替えし、参議院議員を合わせて6期務め、厚生労働大臣や参議院副議長、参議院議長などを歴任している。
叔母（秀久の妹）の尾辻義は元鹿児島県議会議員。

## 選挙歴
| 当落 | 選挙                     | 執行日         | 年齢 | 選挙区         | 政党   | 得票数    | 得票率 | 定数 | 得票順位 /候補者数 | 政党内比例順位 /政党当選者数 |
| ---- | ------------------------ | -------------- | ---- | -------------- | ------ | --------- | ------ | ---- | ------------------ | ---------------------------- |
| 当   | 第27回参議院議員通常選挙 | 2025年07月20日 | 44   | 鹿児島県選挙区 | 無所属 | 301,026票 | 40.96% | 1    | 1/4                | /                            |